# Phelim McDermott

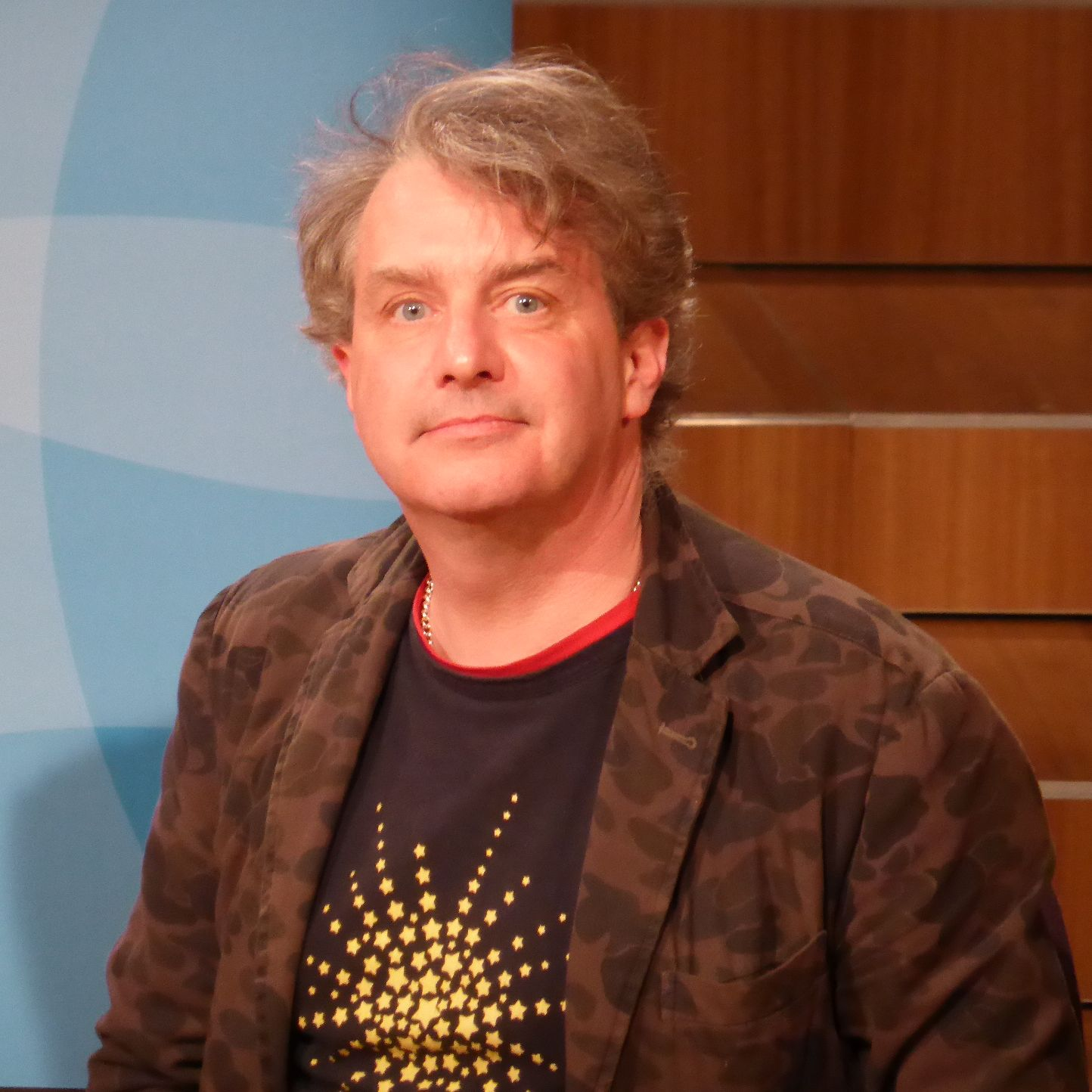
Phelim McDermott nel 2014

Phelim McDermott (Manchester, 21 agosto 1963) è un attore e regista inglese che ha diretto opere teatrali e liriche in Gran Bretagna, Germania, Spagna, Stati Uniti e Australia, oltre ad essere stato co-fondatore della compagnia Improbable Theatre nel 1996.

## Carriera
Il debutto sullo schermo di McDermott è stato nel ruolo di Jester nel film Robin Hood - La leggenda del 1991, seguito da altri ruoli minori in Il bambino di Mâcon (1993) e nelle serie televisive Wales Playhouse e Look and read. 
È però nelle produzioni teatrali che McDermott concentra la propria carriera, operando nel settore fin dal 1984. È apparso sul palcoscenico in Too Clever By Half (1988) di Alexander Ostrovsky, La pulce nell'orecchio (1988-1989) di Georges Feydeau, The Illusion (1989-1990) di Tony Kushner, The Pocket Dream (1992) di Elly Brewer e Sandi Toksvig e Il naso (1995) di Alistair Beaton, tratto da un racconto di Nikolaj Vasil'evič Gogol'.
Dal 1993 al 1995 ha recitato nello spettacolo radiofonico d'improvvisazione The Masterson Inheritance della BBC Radio 4.
Nel 1996 ha fondato la compagnia teatrale Improbable Theatre, insieme a Lee Simpson, Julian Crouch e Nick Sweeting. Quest'ultimo ha poi lasciato la compagnia nel giugno 2020. L'idea alla base della compagnia è di promuovere il teatro d'improvvisazione e, nel corso degli anni, ha messo in scena performance di teatro di figura come Animo (1996), uno spettacolo di marionette senza sceneggiatura né set, basato solo su una serie di materiali di uso quotidiano, spettacoli all'aperto come Sticky (1998), in collaborazione con gli artisti pirotecnici di The World Famous, adattamenti come Theatre of Blood (2005), che ha ricevuto buone critiche su The Daily Telegraph, The Stage e The Guardian, classici teatrali come La tempesta (2015) di William Shakespeare, in co-produzione con Northern Stage e Oxford Playhouse, il progetto di improvvisazione femminile Permission Improbable (2014), iniziato con un seminario pubblico nel 2013 a cui sono seguiti sei spettacoli e l'organizzazione di un gruppo di pratica che si riunisce mensilmente all'Omnibus Theatre di Londra, e opere liriche come Satyagraha (2007-2021) e Akhnaten (2016-2022), entrambe con le musiche di Philip Glass: la prima è basata sugli anni di vita trascorsi dal Mahatma Gandhi in Sudafrica e la seconda è rivolta invece agli antichi inni, alle preghiere e alle iscrizioni, cantate negli idiomi originali. Quest'ultima ha vinto il premio Laurence Olivier Award per la "migliore nuova produzione lirica" (Best New Opera Production) nel 2017.
Sia con la compagnia Improbable Theatre che individualmente, McDermott ha spesso svolto ruoli diversi all'interno degli spettacoli: è stato autore di 70 Hill Lane (1996) e Animo (1996), regista in Il Gobbo di Notre Dame (1994), Theatre of Blood (2005), La famiglia Addams, The Perfect American (2013), La Bella e la Bestia (2013-2015), Così fan tutte (2014-2022), La tempesta (2015), Aida (2017-2020), Satyagraha (2018-2022) e Akhnaten (2016-2022), co-regista in Sticky (1998), La piccola fiammiferaia (2016), Opening Skinner’s Box (2016-2018) e Lost Without Words (2017), autore e co-regista in Cenerentola (1998-1999), The Hanging Man (2003) e Behind the Glass (2019), attore in Too Clever By Half (1988), La pulce nell'orecchio (1988-1989), The Illusion (1989-1990), The Pocket Dream (1992), Il naso (1995), Spirit (2001-2005) e Panic (2009-2010), attore e co-regista in Gaudete (1986-1987), Coma (1999) e Lifegame (2004).
Lo spettacolo 70 Hill Lane da lui scritto ha ottenuto importanti riconoscimenti tra cui un Obie Award per l'"eccezionale risultato in una produzione Off Brodway" (Outstanding Achievement in Off Broadway Theatre), un Time Out Award nel 1997 per la "migliore produzione nel West End", il premio per la "migliore interpretazione di teatro sperimentale" al Cairo International Theatre  e il Manchester Evening News Award come "Best Fringe Production".
In riconoscimento per il suo lavoro ha ricevuto un TMA Award per la "migliore produzione itinerante" per Sogno di una notte di mezza estate, eseguito con la English Shakespeare Company. Ha anche ricevuto un TMA Best Director Award e un Critics Circle Best Designer Award per la regia di Shockheaded Peter, un'opera in collaborazione con la Tiger Lilies for Cultural Industry. Quest'ultimo è stato premiato anche con un Laurence Olivier Award per il "miglior intrattenimento" (Best Entertainment) nel 2002.
Nel 2003 gli è stata assegnata una borsa di studio della National Endowment for Science, Technology and the Arts per la ricerca di nuove metodologie e pratiche per il teatro, utilizzando la tecnica dell'improvvisazione.
Nel 2007 McDermott è stato insignito del titolo di Honorary Doctor della Middlesex University.
Nel 2010 il suo spettacolo La famiglia Addams ha ricevuto il Drama Desk Award e l'Outer Critics Circle Award per la "migliore scenografia" (Outstanding Set Design).
Il suo lavoro con il Metropolitan Opera lo ha visto anche dirigere il gala del 125º anniversario della compagnia e la prima mondiale di The Enchanted Island, una rivisitazione contemporanea in genere pastiche sulle musiche di Haendel, Vivaldi, Rameau, Purcell e altri, andata in scena il 21 gennaio 2012 con un cast d'eccezione, tra cui David Daniels, Joyce DiDonato, Danielle de Niese, Luca Pisaroni e Plácido Domingo.
Nel 2017 ha diretto insieme a Lee Simpson lo spettacolo d'improvvisazione Lost Without Words al Royal National Theatre di Londra, con gli attori Georgine Anderson, Anna Calder-Marshall, Caroline Blakiston, Tim Preece e Lynn Farleigh, tutti di età compresa fra i 70 e 80 anni, che recitavano seguendo le brevi istruzioni date dai registi: lo spettacolo mirava, appunto, a riportare sul palco attori anziani, dimostrando che la memoria, grazie alla quale normalmente si memorizzano le battute, non è un fattore essenziale per una rappresentazione, ma che possono essere utilizzate, invece, l'immaginazione e la rapidità di pensiero.
Nel 2023 ha vinto il Premio Laurence Olivier alla miglior regia per la sua riduzione teatrale de Il mio vicino Totoro per la Royal Shakespeare Company.

## Teatrografia

### Sceneggiatore
- 70 Hill Lane, regia di Lee Simpson. The Brewery Arts Centre di Kendal (1996);[17] Battersea Arts Centre di Battersea (gennaio 1997);[49]  Dublin Theatre Festival di Dublino (1998);[50] Performance Space di New York (gennaio 1998);[51][52] La Jolla Playhouse di San Diego (agosto 1998);[53] Wexner Center for the Arts di Columbus (gennaio 1999)[54]
- Animo. Battersea Arts Centre di Londra  (1996);[6] Walker Art Center di Minneapolis (19-21 aprile 2007);[55] Suspense Puppetry Festival di Londra (ottobre 2015);[56] Henham Park Latitude Festival di Southwold (14-17 luglio 2016)[57]

### Regista
- Il Gobbo di Notre Dame (The hunchback of Notre Dame), tratto da Notre-Dame de Paris di Victor Hugo. Courtyard Theatre di Londra (dal 16 aprile 1994)[18]
- Theatre of Blood. Lyttelton Theatre di Londra (dal 20 maggio 2005)[9][58]
- La famiglia Addams, di Marshall Brickman and Rick Elice. Lunt-Fontanne Theatre di Broadway (8 aprile 2010 - 31 dicembre 2011)[20]
- The Perfect American, di Peter Stephan Jungk, adattato da Philip Glass. Teatro Real di Madrid (22 gennaio 2013);[59] London Coliseum di Londra (1 giugno 2013);[60][61] Brisbane Festival di Brisbane (15 settembre 2014)[21][62]
- La Bella e la Bestia, fiaba europea (prima versione edita di Gabrielle-Suzanne Barbot de Villeneuve). Artsdepot di Londra (2013); Abrons Arts Center di New York (2014); Adelaide Festival di Adelaide (2015)[22]
- Così fan tutte, di Wolfgang Amadeus Mozart . London Coliseum di Londra (2014);[63] Metropolitan Opera House di New York (15 marzo 2018);[64] Metropolitan Opera House di New York (31 marzo 2018);[65] Metropolitan Opera House di New York (18 febbraio 2020);[66] London Coliseum di Londra (2022)[67]
- La tempesta (The Tempest), di William Shakespeare. Northern Stage di Newcastle upon Tyne (25 settembre - 10 ottobre 2015);[68] Oxford Playhouse di Oxford (14-24 ottobre 2015)[69]
- Akhnaten, di Philip Glass. Metropolitan Opera House di New York (19 maggio - 10 giugno 2022)[14]
- Aida, di Giuseppe Verdi London Coliseum di Londra (28 settembre-2 dicembre 2017);[70][71] Grand Théâtre de Genève di Ginevra (11-20 ottobre 2019)[72][73] Houston Grand Opera di Houston (31 gennaio - 8 febbraio 2020)[74]
- Satyagraha, di Philip Glass. London Coliseum di Londra (aprile-maggio 2007);[75] Metropolitan Opera House di New York (19-23 aprile 2008);[76][77] London Coliseum di Londra (2009-2010);[78] Metropolitan Opera House di New York (19 novembre 2011);[79] London Coliseum di Londra (2013-2014);[78] London Coliseum di Londra (febbraio 2018);[80] Dorothy Chandler Pavilion di Los Angeles (ottobre-novembre 2018);[81] London Coliseum di Londra (2021-2022)[78]

### Co-regista
- Sticky, di Rob Thirtle, Phil Eddols, Graeme Gilmour, Sarah-Jean Couzens, Phil Supple, Geoff Southall, Bruce Luckhurst, Gill Roughley e Peter Williams, regia di Julian Crouch, Lee Simpson, Phelim McDermott (per Improbable Theatre) e Greg Woods e Mike Roberts (per The World Famous). (1998);[7] Sidney Festival di Sidney (4 gennaio 2003);[82] Belfast International Arts Festival di Belfast (24 ottobre 2003);[50] Big in Falkirk di Falkirk (2004);[83]
- Opening Skinner’s Box, di Lauren Slater, regia di Phelim McDermott e Lee Simpson. Northern Stage di Newcastle upon Tyne (aprile 2016);[27] Leeds Playhouse di Leeds (5-14 maggio 2016);[84] Bristol Mayfest di Bristol (maggio 2016); Lincoln Center Festival di New York (luglio 2017); Wexner Center for the Arts di Columbus (29 marzo - 1 aprile 2018)[27]
- La piccola fiammiferaia (The Little Match Girl), regia di Phelim McDermott and Mark Down. Spoleto Festival USA di Charleston (29 maggio - 4 giugno 2016);[85]
- Lost Without Words, regia di Phelim McDermott e Lee Simpson. Dorfman Theatre di Londra (4-18 marzo 2017)[28]

### Sceneggiatore e co-regista
- Cenerentola (Cinderella), adattato e diretto da Neil Bartlett, Julian Crouch, Phelim McDermott and Lee Simpson. Lyric Theatre di Hammersmith e Fulham (novembre 1998 - gennaio 1999)[29]
- The Hanging Man, scritto e diretto da Julian Crouch, Phelim McDermott and Lee Simpson. Leeds Playhouse di Leeds (2003); Lyric Theatre di Hammersmith e Fulham (2003)[31]
- Behind the Glass, di Phelim McDermott, regia di Phelim McDermott e Kirsty Housley. (2019)[32]

### Attore
- Too Clever By Half, di Alexander Ostrovsky, regia di Richard Jones. Old Vic di Londra (23 giugno - 13 agosto 1988)[33]
- La pulce nell'orecchio (A Flea in the Ear), di Georges Feydeau, regia di Richard Jones. Old Vic di Londra (1988-1989)[34]
- The Illusion, di Tony Kushner, tratto dalla commedia L'illusione comica di Pierre Corneille, regia di Richard Jones. Old Vic di Londra (1989-1990)[35]
- The Pocket Dream, di Elly Brewer and Sandi Toksvig, regia di Pip Broughton. Noël Coward Theatre di Londra (4 marzo - 9 maggio 1992)[36]
- Il naso (The Nose), adattato da Alistair Beaton da un racconto di Nikolaj Vasil'evič Gogol', regia di Martin Duncan. Nottingham Playhouse di Nottingham (25 marzo - 15 aprile 1995)[37]
- Spirit, regia di Julian Crouch e Arlene Audergon. Komedia di Brighton (maggio 2000);[86] Royal Court Theatre (2001);  Ralph Freud Playhouse di Los Angeles (gennaio 2001);[87] (21-24 giugno 2001);[88] New York Theatre Workshop di New York (13 settembre - 9 ottobre 2005).[89]
- Panic, regia di Julian Crouch and Lee Simpson. Wexner Center for the Arts di Columbus (4-7 marzo 2009);[90] Corn Exchange di Newbury (19 marzo 2009);[91] Barbican Centre della Città di Londra (aprile 2009); Sydney Opera House di Sydney (ottobre 2010)[92]

### attore e co-regista
- Gaudete, regia di Phelim McDermott e Julia Bardsley. Almeida Theatre di Londra (1986-1987)[40]
- Coma, regia di Julian Crouch, Phelim McDermott and Lee Simpson. The Bonington Theatre di Nottingham (1999);[41] Purcell Room, Southbank Centre di Londra (maggio 1999);[93] Stamford Arts Centre di Stamford (12 maggio 1999); Phoenix Arts Centre di Leicester (13-14 maggio 1999)[94]
- Lifegame, regia di Julian Crouch, Phelim McDermott and Lee Simpson. Brewery Arts Centre di Kendal (20 marzo 1998);[95] Purcell Room, Southbank Centre di Londra (maggio 1998);[96] Lyric Theatre di Hammersmith e Fulham (23-27 giugno 1998);[97][98] Tron Theatre di Glasgow (1998);[99] Everyman Theatre di Liverpool (1999);[100] La Jolla Playhouse di San Diego (giugno-luglio 2000);[101] Jane Street Theatre di New York (28 settembre 2000 - 3 dicembre 2000);[102] Brisbane Festival di Brisbane (2002);[103] Royal National Theatre di Londra (2004);[98] Bristol Old Vic di Bristol (2010);[104] Southbank Centre di Londra (6-17 luglio 2010)[105]

## Filmografia

### Cinema
- Il bambino di Mâcon (The Baby of Mâcon), regia di Peter Greenaway (1993)
- Tomorrow La Scala!, regia di Francesca Joseph (2002)

### Televisione
- Robin Hood - La leggenda (Robin Hood) – film TV, regia di John Irvin (1991)
- Woodcock – film TV, regia di Michael Leggo (1994)
- Wales Playhouse – serie TV, episodio 4x05 (1996)
- Look and Read – serie TV, episodio 17x07 (1997)

### Cortometraggi
- Home Road Movies, regia di Robert Bradbrook (2002)